# La rossa primavera
La rossa primavera è un album della band rock italiana dei Gang, pubblicato nel 2011 e dedicato alla Resistenza.

## Tracce
1. Fischia il vento (tradizionale)
2. Dante di Nanni (Stormy Six)
3. La Brigata Garibaldi (tradizionale)
4. Su in collina (Francesco Guccini)
5. Poco di buono (Fabrizio Zanotti e Nicola Ricco)
6. La pianura di sette fratelli
7. Pane giustizia e libertà (Massimo Priviero)
8. Tredici (Yo Yo Mundi)
9. Quei briganti neri (tradizionale)
10. Festa d'aprile (Franco Antonicelli)
11. 4 maggio 1944 in memoria
12. Eurialo e Niso
13. Pietà l'è morta (Nuto Revelli)
14. Aprile
15. Le storie di ieri (Francesco De Gregori)

## Componenti
- Marino Severini - voce, chitarra
- Sandro Severini - chitarra elettrica
- Francesco Caporaletti - basso
- Diego Garbuglia - batteria
- Marco Tentelli - tastiere
- Ned Ludd: Gianluca Spirito, Giovanni Di Folco, Alessandro Mazziotti, Claudio merico, Gianni Berardi[1]